# Hyundai Reina
La Hyundai Reina è una autovettura prodotta dalla casa automobilistica sud coreana Hyundai Motor Company dal 2017, negli stabilimenti cinesi Beijing Hyundai in joint venture con la BAIC. Destinata principalmente al mercato cinese, viene venduta anche in alcune nazioni del Sudamerica come Hyundai Verna.
Meccanicamente è una classica berlina a tre volumi con motore anteriore e trazione anteriore, equipaggiata con un propulsore a benzina da 1,4 l di cilindrata e cambio manuale a 5 rapporti o cambio automatico a quattro rapporti.